# 外群
外群（がいぐん、outgroup）とは、分岐学または系統学において、3つ以上の生物の単系統群の系統関係を決定するときに、参照するグループである。外群は系統樹に根をつけ、系統関係を知りたい内群の系統的位置関係を決定するのに用いられる。形質変化の極性は有根系統樹のみから決定できるため、外群の選択は系統に沿った形質状態の進化を理解する上で必須である。
外群は、内群の他のグループに近縁であるが、しかし他のどの内群のグループよりも互いに遠縁であると考えられるものを選択する。これらの系統関係から導かれた進化学的結論は、外群の種は内群と共通の祖先をもち、それは内群の各グループの共通祖先よりも古いものであるということである。外群は内群の姉妹群、またはより遠縁なものである。

## 外群の選択
最適な外群は以下の2つの条件を満足しなければならない。
1. 内群に含まれてはならない
2. 内群と意味のある比較ができるほど内群に近縁でなければならない

ゆえに、適切な外群は系統関係を知りたいクレードの明確に外にあるものでなければならない。実際には内群に含まれる外群を選択してしまっては、有根系統樹を作成したときに、系統および形質状態の進化において誤った結論を出してしまうことになる。分子系統学では、2番目の条件を満足することは、典型的には、外群から得られたDNAまたはタンパク質の配列が、内群から得られた配列とのアライメントに成功するために、必要なことである。

## 例
| 内群     | 外群       |
| -------- | ---------- |
| ヒト上科 | 新世界ザル |
| 有胎盤類 | 有袋類     |
| 脊索動物 | 棘皮動物   |
| 被子植物 | 裸子植物   |

どの例においても、内群の内部における生物の系統は、1つまたはそれ以上の外群と同じ形質状態をスコアリングすることで、有根化される。